# 北島熊男
北島 熊男（きたじま くまお、1896年（明治29年）3月15日 - 1965年（昭和40年）3月18日）は、大日本帝国陸軍軍人。最終階級は陸軍中将。功四級。

## 経歴
1896年（明治29年）に岡山県で生まれた。陸軍士官学校第29期、陸軍大学校第40期卒業。1936年（昭和12年）12月に上海派遣軍参謀に就任し日中戦争に出動。1938年（昭和13年）3月に陸軍大学校教官に転じ、1939年（昭和14年）3月9日に陸軍航空兵大佐に進級し、8月1日に興亜院調査官に就任した。1941年（昭和16年）7月に飛行第12戦隊長（南方軍・第3飛行集団・第7飛行団）に就任し、太平洋戦争に出征した。
1942年（昭和17年）8月に第8飛行団長（第1航空軍）に就任し、1943年（昭和18年）3月に陸軍少将に進級した。1944年（昭和19年）7月に第11飛行師団長心得（航空総軍）に転じ、京阪神地区の防空に任じた。1945年（昭和20年）4月7日に陸軍中将進級と同時に第11飛行師団長に親補され終戦を迎えた。
1947年（昭和22年）11月28日、公職追放仮指定を受けた。